# ダーン・デウクリ郡
ダーン・デウクリ郡(ダーン・デウクリぐん、ネパール語: दाङ देउखुरी जिल्ला)は、ネパールのルンビニ州の郡。単にダーン郡（दाङ जिल्ला）とも呼ばれる。
郡都はトリブバンナガル（ゴラヒ）。
2021年国勢調査の人口は67万6277人。
面積は2955km²、人口密度は205人/km²。 
かつて、二二諸国のダーン王国が存在した。